# Chevillon (Górna Marna)
Chevillon – miejscowość i gmina we Francji, w regionie Grand Est, w departamencie Górna Marna.
Według danych na rok 1990 gminę zamieszkiwało 1556 osób, a gęstość zaludnienia wynosiła 42 osób/km².

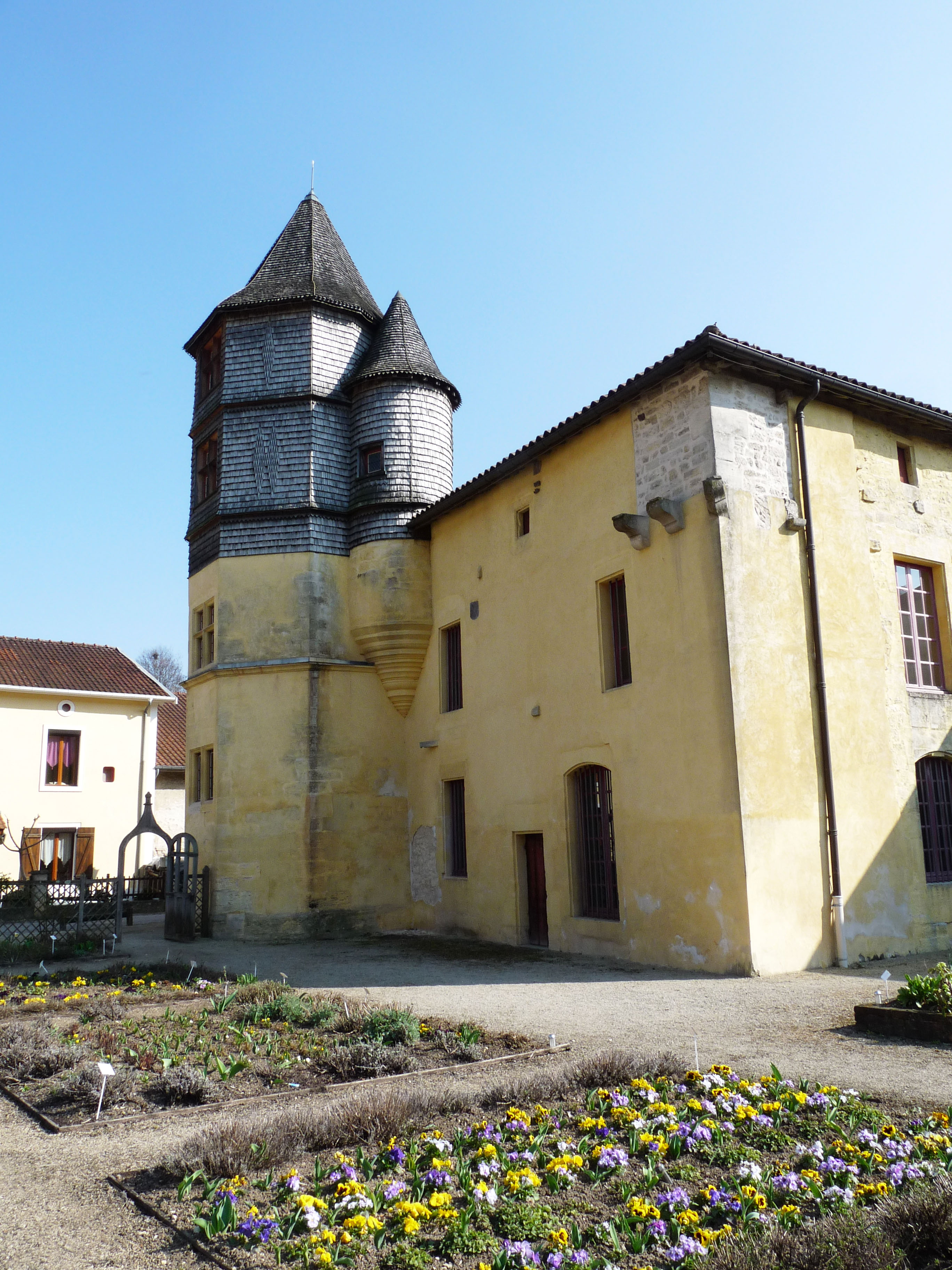
Zamek w Chevillon, 2011